# Haitian
Haitian (kinesiska: 海田乡, 海田) är en socken i Kina. Den ligger i provinsen Sichuan, i den sydvästra delen av landet, omkring 230 kilometer öster om provinshuvudstaden Chengdu. Antalet invånare är 4 938. Befolkningen består av 2 474 kvinnor och 2 464 män. Barn under 15 år utgör 20,0 %, vuxna 15-64 år 57 %, och äldre över 65 år 22,0 %.
Genomsnittlig årsnederbörd är 1 469 millimeter. Den regnigaste månaden är september, med i genomsnitt 284 mm nederbörd, och den torraste är december, med 11 mm nederbörd.